# Secamone reticulata
Secamone reticulata är en oleanderväxtart som beskrevs av J. Klackenberg. Secamone reticulata ingår i släktet Secamone och familjen oleanderväxter. Inga underarter finns listade i Catalogue of Life.